# إميليا شول
إميليا شول (بالألمانية: Emilia Schüle) (ولدت في 28 نوفمبر 1992 في بلاغوفيشتشينسك -) هي ممثلة ألمانية من أصل روسي.

## حياتها السابقة
ولدت إميليا شول في روسيا لعائلة من أصل ألماني.عندما كانت تبلغ سنة واحدة من العمر انتقلت إلى برلين مع والديها. أخذت دروس رقص احترافية في الرقص الحديث ورقص الشوارع والباليه عندما كانت في الثامنة من عمرها.

## مسارها وظيفي
ظهرت في العديد من الإعلانات التجارية لشركات منها إيكيا ودويتشه تيليكوم. بعد ظهورها مرة أخرى في بعض الأفلام التليفزيونية حيث حصلت على أول أدوارها القيادية، حققت نجاحًا كبيرًا في فيلم فتيات لعوبات في عام 2008 عندما لعبت دور البطولة بجانب كريستينا فيشر وارمين رود.

## أعمالها
- 2005: لا شيء أكثر من (فيلم قصير)
- 2006: جوتن مورجن ، هير جروث
- 2007: ماناتو- نور يموت وهرهيت ريتت ديتش
- 2008: فتيات لعوبات  [لغات أخرى]‏
- 2008: الأخ الصغير والأخت الصغيرة
- 2008: لاكي فريتز
- 2009: عائلتي الرائعة  [لغات أخرى]‏
- 2009: 4 يوجيني
- 2009: العصابات
- 2009: فاكتور 8
- 2010: صخرة عليه!
- 2010: الفتيات المشاغب 2
- 2010: سندريلا
- 2011: آخر أثر
- 2011: ايسنهارت - البحث عن صائد الروح
- 2012: نيميز
- 2012-2014: إضافة صديق (مسلسل تلفزيوني)
- 2015: فتى 7
- 2015: تود دن هيبيز
- 2016: لينا لوف
- 2016: كودام 56 (فيلم تلفزيوني)
- 2017: شاريتيه (برلين) (مسلسل تلفزيوني)
- 2017: المجتمع الراقي
- 2017: محطة برلين (مسلسل تلفزيوني)
- 2017: سيمبل
- 2017: ذات مرة كانت هناك أرض هندية
- 2018: كودام 59 (فيلم تلفزيوني)
- 2018: أكسل دير هيلد
- 2019: تريدستون (مسلسل تلفزيوني)
- 2019: ترومفابريك
- 2020: نرجس وجولدموند

## الجوائز
- 2008 - رُشّحت - أفضل ممثلة شابة في فيلم روائي طويل[5]

## روابط خارجية
- إميليا شول على موقع IMDb (الإنجليزية)
- إميليا شول على موقع ميتاكريتيك (الإنجليزية)
- إميليا شول على موقع روتن توميتوز (الإنجليزية)
- إميليا شول على موقع مونزينجر (الألمانية)
- إميليا شول على موقع قاعدة بيانات الأفلام العربية
- إميليا شول على موقع ألو سيني (الفرنسية)
- إميليا شول على موقع أول موفي (الإنجليزية)
- إميليا شول على موقع ديسكوغز (الإنجليزية)
- إميليا شول على موقع قاعدة بيانات الفيلم (الإنجليزية)
- إميليا شول على موقع ليتربوكسد (الإنجليزية)